# 192208 Tzu Chi
192208 Tzu Chi è un asteroide della fascia principale. Scoperto nel 2007, presenta un'orbita caratterizzata da un semiasse maggiore pari a 3,1651543 UA e da un'eccentricità di 0,0384029, inclinata di 10,73637° rispetto all'eclittica.
L'asteroide è dedicato alla Fondazione Tzu Chi, un'organizzazione umanitaria internazionale ad ispirazione buddista.